# Dangerous (album Michaela Jacksona)
Dangerous – album Michaela Jacksona wydany 26 listopada 1991 roku. Jest to jeden z najlepiej sprzedających się albumów w historii muzyki. Rozszedł się w nakładzie około 32 milionów kopii na całym świecie. Promowało go dziewięć singli oraz trasa koncertowa – Dangerous World Tour. Jest to pierwszy album Jacksona od czasów Forever, Michael z 1975 roku, niewyprodukowany przez Quincy'ego Jonesa.

## Utwory
| 1.  | "Jam" (Moore/Swedien/Jackson/Riley)                                         | 5:39    |
|     |                                                                             |         |
| 2.  | "Why You Wanna Trip On Me" (Riley/Belle)                                    | 5:24    |
|     |                                                                             |         |
| 3.  | "In the Closet" (Jackson/Riley)                                             | 6:32    |
|     |                                                                             |         |
| 4.  | "She Drives Me Wild" (z udziałem gościnnym Wreckz & Effect) (Jackson/Riley) | 3:42    |
|     |                                                                             |         |
| 5.  | "Remember the Time" (Riley/Jackson/Belle)                                   | 4:01    |
|     |                                                                             |         |
| 6.  | "Can't Let Her Get Away" (Jackson/Riley)                                    | 4:59    |
|     |                                                                             |         |
| 7.  | "Heal the World" (Jackson)                                                  | 6:25    |
|     |                                                                             |         |
| 8.  | "Black or White" (Jackson)                                                  | 4:16    |
|     |                                                                             |         |
| 9.  | "Who Is It" (Jackson)                                                       | 6:35    |
|     |                                                                             |         |
| 10. | "Give In to Me" (Jackson/Bottrell)                                          | 5:30    |
|     |                                                                             |         |
| 11. | "Will You Be There" (Jackson)                                               | 7:41    |
|     |                                                                             |         |
| 12. | "Keep the Faith" (Ballard/Garrett/Jackson)                                  | 5:57    |
|     |                                                                             |         |
| 13. | "Gone Too Soon" (Grossman/Kohan)                                            | 3:22    |
|     |                                                                             |         |
| 14. | "Dangerous" (Jackson/Bottrell/Riley)                                        | 6:57    |
|     |                                                                             |         |
|     |                                                                             | 1:17:00 |
|     |                                                                             |         |

## Single
1. Listopad 1991 – "Black or White"
2. Styczeń 1992 – "Remember the Time"
3. Kwiecień 1992 – "In the Closet"
4. Czerwiec 1992 (U.S.); Wrzesień 1992 (UK) – "Jam"
5. Sierpień 1992 (Europa); Luty 1993 (U.S.) – "Who Is It"
6. Październik 1992 – "Heal the World"
7. Luty 1993 – "Give In to Me"
8. Maj 1993 – "Will You Be There"
9. Listopad 1993 – "Gone Too Soon"

## Utwory odrzucone
- Dangerous (Demo) – Wczesna wersja utworu mająca inną melodię i trochę inny tekst. Wydany w 2004 roku na The Ultimate Collection[10].
- Do You Know Where Your Children Are – Utwór napisany i skomponowany w 1990 roku. Wraz ze zmiksowaną wersją wydany na drugim pośmiertnym albumie Króla Popu – Xscape[11].
- If You Don't Love Me – Napisany i skomponowany w 1991 roku. W 2006 roku w całości przeciekł do internetu (4:34)[12].
- Monkey Business – Napisany i skomponowany w 1990 roku. Wydany w 2004 roku na The Ultimate Collection[10].
- Serious Effect – Napisany i skomponowany w 1991 roku. Partię rapu w piosence zaśpiewał amerykański raper LL Cool J. Utwór w całości przeciekł do internetu w 2002 roku (5:08)[12].
- She Got It – Napisany i skomponowany w 1991 roku. Utwór w całości przeciekł do internetu w 2008 roku (4:32)[12].
- Slave To The Rhythm – Napisany i skomponowany w 1991 roku. W 2010 roku do internetu przeciekł remix piosenki Tricky'ego Stewarta. Wraz ze zmiksowaną wersją wydany na drugim pośmiertnym albumie Króla Popu – Xscape[11].
- Work That Body – Napisany i skomponowany w 1990 roku. Utwór w całości przeciekł do internetu (3:28)[12].